# Esnans
Esnans ist eine französische Gemeinde mit 65 Einwohnern (Stand: 1. Januar 2022) im Département Doubs in der Region Bourgogne-Franche-Comté.

## Geographie
Esnans liegt auf 300 m, drei Kilometer westsüdwestlich von Baume-les-Dames und etwa 25 Kilometer ostnordöstlich der Stadt Besançon (Luftlinie). Das Dorf erstreckt sich im Doubstal auf leicht erhöhter Lage an der linken südlichen Seite des Flusses, in den äußersten nordwestlichen Höhenzügen des Juras, am Nordfuß des Mont Dommage.
Die Fläche des 3,72 km² großen Gemeindegebiets umfasst einen Abschnitt des Doubstals. Der Doubs fließt hier mit mehreren Windungen durch eine meist rund 500 m breite flache Talaue nach Westsüdwesten und bildet gleichzeitig die Wasserstraße des Rhein-Rhône-Kanals. Das Tal ist tief eingeschnitten zwischen den Höhenzügen der Jura-Randkette. Vom Flusslauf, der die nördliche Grenze des Gemeindegebiets bildet, erstreckt sich das Gemeindeareal südwärts über die Talaue, die Geländeterrasse von Esnans und einen bewaldeten Steilhang hinauf bis auf den Kamm der Jura-Randkette, die in geologisch-tektonischer Hinsicht eine Antiklinale bildet. Sie ist untergliedert in die Höhen des Mont Dommage (570 m) und des Bois de la Côte, wo mit 588 m die höchste Erhebung von Esnans erreicht wird. Der gegen den Doubs gerichtete Steilhang wird an verschiedenen Orten von Kalkfelswänden durchzogen.
Nachbargemeinden von Esnans sind Baume-les-Dames im Norden und Osten, Silley-Bléfond und Bretigney-Notre-Dame im Süden sowie Ougney-Douvot und Fourbanne im Westen.

## Geschichte
Im Mittelalter gehörte Esnans zum Herrschaftsgebiet von Passavant, das im 14. Jahrhundert unter die Oberhoheit der Grafen von Montbéliard kam. Zusammen mit der Franche-Comté gelangte das Dorf mit dem Frieden von Nimwegen 1678 definitiv an Frankreich. Im Jahr 1809 wurde die ehemals selbständige Gemeinde Grange-Willotey mit Esnans fusioniert. Keute ist Esnans Teil des Gemeindeverbandes Doubs Baumois.

## Sehenswürdigkeiten
Vom ehemaligen Herrschaftssitz aus dem 16. Jahrhundert, der während des Ersten Weltkrieges abbrannte, sind ein Turm und die Kapelle erhalten.

## Bevölkerung
| Jahr                       | 1962 | 1968 | 1975 | 1982 | 1990 | 1999 | 2006 | 2018 |
| Einwohner                  | 18   | 31   | 37   | 40   | 39   | 43   | 45   | 66   |
| Quellen: Cassini und INSEE |      |      |      |      |      |      |      |      |

Mit 65 Einwohnern (1. Januar 2022) gehört Esnans zu den kleinsten Gemeinden des Départements Doubs. Nachdem die Einwohnerzahl in der ersten Hälfte des 20. Jahrhunderts deutlich abgenommen hatte (1896 wurden noch 133 Personen gezählt), wurden seit Beginn der 1970er Jahre nur noch geringe Schwankungen verzeichnet.

## Wirtschaft und Infrastruktur
Esnans war bis weit ins 20. Jahrhundert hinein ein vorwiegend durch die Landwirtschaft (Ackerbau, Obstbau und Viehzucht) geprägtes Dorf. Noch heute leben die Bewohner zur Hauptsache von der Tätigkeit im ersten Sektor. Außerhalb des primären Sektors gibt es nur wenige Arbeitsplätze im Dorf. Einige Erwerbstätige sind auch Wegpendler, die in den umliegenden größeren Ortschaften ihrer Arbeit nachgehen.
Die Ortschaft liegt abseits der größeren Durchgangsstraßen an einer Departementsstraße, die von Baume-les-Dames nach Ougney-Douvot führt. Der nächste Anschluss an die Autobahn A36 befindet sich in einer Entfernung von ungefähr neun Kilometern.